# CS Mars Bischheim
CS Mars Bischheim is een Franse voetbalclub uit Bischheim, in het departement Bas-Rhin.

## Geschiedenis
De club werd in 1905 opgericht als Fussball-Klub Mars 1905 Bischheim. In deze tijd lag Bischheim nog in het Duitse Keizerrijk. Het was de zesde voetbalclub uit de Elzas. De club sloot zich aan bij de Zuid-Duitse voetbalbond. Na de Eerste Wereldoorlog werd de Elzas toebedeeld aan Frankrijk en werd de naam veranderd in Cercle Sportif Mars Bischheim. De Franse competitie was nog regionaal verdeeld en de club speelde in de hoogste divisie tot 1927. In 1930 promoveerde de club terug. In 1932 speelde de club in de Franse beker tegen CA Paris en verloor. Dat jaar werd ook de Franse competitie gestart en speelde de club niet langer op het hoogste niveau. In 1936 degradeerde de club en in 1939 werd CS Mars kampioen van Bas-Rhin.
Na het uitbreken van de Tweede Wereldoorlog werd de Elzas geannexeerd door Nazi-Duitsland. Alle clubs uit de Elzas moesten hun clubnaam verduitsen en de oorspronkelijke naam werd aangenomen. In Duitsland was het voetbal nog steeds egionaal verdeeld en de club speelde in de hoogste klasse, de Gauliga Elsaß. De kampioen van deze competitie kon deelnemen aan de eindronde om de Duitse landstitel. De competitie was eerst in twee groepen verdeeld en FK Mars werd vijfde op acht clubs en verzekerde zo net het behoud. Het volgende seizoen was er één reeks van twaalf clubs, waarin de zesde plaats behaald werd. Na een laatste plaats in 1942/43 degradeerde de club uit de hoogste klasse. Na de oorlog ging de Elzas terug naar Frankrijk en werd terug de Franse naam aangenomen.
Na de oorlog speelde de club weer op lager niveau in de DH Alsace en lagere reeksen. In 2005 promoveerde de club naar de CFA 2, de vijfde klasse en speelde daar twee seizoenen. Sindsdien speelt de club opnieuw in de DH Alsace.